# Brian Afanador
Brian Afanador (Utuado, 6 maart 1997) is een Puerto Ricaans professioneel tafeltennisser. Hij speelt rechtshandig met de shakehandgreep.
Hij nam namens zijn land deel aan de Olympische Zomerspelen 2016 en 2020 maar won geen medailles.
Hij is een neef van tafeltennissters Adriana en Melanie Díaz.